# Порхунов, Анатолий Николаевич
Анатолий Николаевич Порхунов (28 июля 1928, Москва, РСФСР, СССР — 1 июня 1992, Москва, Россия) — советский футболист, крайний защитник. Мастер спорта. Олимпийский чемпион 1956 года.

## Биография
Карьеру футболиста начал в 1945 году в заводской команде.
Выступал преимущественно за московские клубы: ВВС, МВО, Локомотив, ЦСКА. В чемпионатах СССР провёл 101 матчей, забил 1 гол.
Карьеру завершил в ГСВГ.

## Достижения

### Командные
- Бронзовый призёр чемпионата СССР (2): 1955, 1956.
- Обладатель Кубка СССР: 1955.
- Чемпион Олимпийских игр 1956.

### Личные
- В списках 33 лучших футболистов СССР: № 2 (1956)